# Germain Habert
Pour les articles homonymes, voir Habert.
Germain Habert de Cérisy, né vers 1610 à Paris où il est mort en mai 1654, est un homme d'Église et poète français, abbé de Saint-Vigor.

## Biographie
Cousin de Henri Louis Habert de Montmor, frère de Philippe Habert et comme lui ami de Conrart, aumônier du roi et abbé commendataire de Cerisy, il appartient au groupe littéraire des Illustres Bergers avant d'être élu membre de l'Académie française dès sa fondation en 1634.
Il est l'auteur d'une Vie du cardinal de Bérulle (1646), de  paraphrases des Psaumes (1663 et 1665) et de poèmes dont le plus connu est Phyllidis oculi in astra metamorphosis ou la Métamorphose des yeux de Philis en astres (1677).
Voltaire a dit de lui qu'il « était du temps de l’aurore du bon goût et de l’établissement de l’Académie française. Sa Métamorphose des yeux de Philis en astres, poème, 1639, fut vantée comme un chef-d’œuvre, et a cessé de le paraître dès que les bons auteurs sont venus. »
Il est un de ceux que Richelieu avait chargés de la critique du Cid.

## Madrigal
Quand je voy vos beaux yeux si brillans et si doux,
Qui n'ont plus désormais rien à prendre que vous,
Leur éclat m'est suspect, et pour vous j'appréhende.
Souvent ce riche don est chérement vendu :
Je sçay que ma beauté ne fut jamais si grande,
Et pourtant chacun sçait comme elle m'a perdu.